# Сьюзен Блінкс
Сьюзен Блінкс (англ. Susan Blinks, 5 жовтня 1957) — американська вершниця.
Бронзова призерка Олімпійських Ігор 2000 року в командній виїздці.
Срібна призерка Всесвітніх ігор з кінного спорту 2002 року в командній виїздці.